# Actaecia formida
Actaecia formida är en kräftdjursart som beskrevs av Lewis och Green 1994. Actaecia formida ingår i släktet Actaecia och familjen Actaeciidae. Inga underarter finns listade i Catalogue of Life.